# Rodelen op de Olympische Winterspelen 2018 - Dubbels
De rodelwedstrijd voor dubbels tijdens de Olympische Winterspelen 2018 vond plaats op 14 februari op de bobslee-, rodel- en skeletonbaan Alpensia Sliding Centre in Pyeongchang, Zuid-Korea. De titelhouders, het Duitse duo Tobias Wendl / Tobias Arlt, prolongeerden de titel.

## Tijdschema
| Datum       | Lokale tijd | MET   |
| ----------- | ----------- | ----- |
| 14 februari | 20:20       | 12:20 |

## Uitslag
| #      | Olympiër                              | Land                           | Totaal   | Run 1       | Run 2       |
| ------ | ------------------------------------- | ------------------------------ | -------- | ----------- | ----------- |
| Goud   | Tobias Wendl Tobias Arlt              | Duitsland                      | 1.31,697 | 45,820 (1)  | 45,877 (1)  |
| Zilver | Peter Penz Georg Fischler             | Oostenrijk                     | 1.31,785 | 45,891 (2)  | 45,894 (2)  |
| Brons  | Toni Eggert Sascha Benecken           | Duitsland                      | 1.31,987 | 45,931 (3)  | 46,056 (3)  |
| 4      | Thomas Steu Lorenz Koller             | Oostenrijk                     | 1.33,284 | 46,172 (5)  | 46,112 (5)  |
| 5      | Tristan Walker Justin Snith           | Canada                         | 1.32,369 | 46,134 (4)  | 46,235 (6)  |
| 6      | Andris Šics Juris Šics                | Letland                        | 1.32,442 | 46,336 (9)  | 46,106 (4)  |
| 7      | Ivan Nagler Fabian Malleier           | Italië                         | 1.33,563 | 46,320 (8)  | 46,243 (7)  |
| 8      | Justin Krewson Andrew Sherk           | Verenigde Staten               | 1.32,652 | 46,310 (7)  | 46,342 (10) |
| 9      | Park Jin-yong Cho Jung-myung          | Zuid-Korea                     | 1.32,672 | 46,396 (10) | 46,276 (8)  |
| 10     | Matthew Mortensen Jayson Terdiman     | Verenigde Staten               | 1.32,687 | 46,244 (6)  | 46,443 (13) |
| 11     | Aleksandr Denisjev Vladislav Antonov  | Olympische atleten uit Rusland | 1.32,781 | 46,437 (11) | 46,344 (11) |
| 12     | Wojciech Chmielewski Jakub Kowalewski | Polen                          | 1.33,087 | 46,609 (13) | 46,478 (14) |
| 13     | Lukáš Brož Antonín Brož               | Tsjechië                       | 1.33,152 | 46,570 (12) | 46,582 (16) |
| 14     | Oskars Gudramovičs Pēteris Kalniņš    | Letland                        | 1.33,207 | 46,890 (17) | 46,317 (9)  |
| 15     | Andrej Bogdanov Andrej Medvedev       | Olympische atleten uit Rusland | 1.33,508 | 47,106 (19) | 46,402 (12) |
| 16     | Ludwig Rieder Patrick Rastner         | Italië                         | 1.33,276 | 46,709 (14) | 46,567 (15) |
| 17     | Marek Solčanský Karol Stuchlák        | Slowakije                      | 1.33,591 | 46,780 (15) | 46,811 (17) |
| 18     | Matěj Kvíčala Jaromír Kudera          | Tsjechië                       | 1.33,728 | 46,818 (16) | 46,910 (18) |
| 19     | Cosmin Atodiresei Ştefan Musei        | Roemenië                       | 1.34,272 | 47,101 (18) | 47,171 (19) |
| 20     | Oleksandr Obolonchyk Roman Zakharkiv  | Oekraïne                       | 1.35,717 | 48,316 (20) | 47,401 (20) |